# Chapelle Portinari
La chapelle Portinari se trouve à l'intérieur de la basilique Sant'Eustorgio à Milan. Sa construction a démarré en 1462 pour se terminer en 1468. Elle constitue un des exemples les plus significatifs du  Rinascimento lombardo sous Francesco Sforza et une étape essentielle dans la formation du style milanais.

## Historique
La chapelle a été commissionnée par Pigello Portinari, directeur de la filiale milanaise de la Banque des Médicis, comme sépulture privée et reliquaire pour la tête de saint Pierre de Vérone. Pigello Portinari y a été enseveli, mais sa pierre tombale  a disparu  au cours de diverses restaurations de la chapelle.
Le nom de l'architecte qui a élaboré le projet est inconnu : la tradition l'attribue à Michelozzo ou encore à Filarete, mais il est probable que ce soit Guiniforte Solari de Carona, architecte des absides de la Chartreuse de Pavie et de San Pietro in Gessate à Milan.
Depuis le XVIIIe siècle la chapelle conserve le tombeau en marbre de saint Pierre martyr  dit de Vérone, réalisé  vers 1336 par Giovanni di Balduccio, élève de Giovanni Pisano.
Les fresques de la chapelle étaient recouvertes de sept couches de crépi depuis l'époque de la peste de (1630), ensuite repeinte et restaurée.
Après la restauration de 1952, la décoration picturale a été récupérée permettant à la chapelle de retrouver en partie son apparence originelle.
Les dernières restaurations ont  commencé en  1989 et la chapelle a été rouverte au public le 11 février 2000.

## Architecture
La structure s'inspire du style de Filippo Brunelleschi à la Sagrestia Vecchia de la Basilique San Lorenzo de Florence. Une salle carrée est dotée d'une petite abside (scarsella) couverte d'une coupole à seize ogives.
Certains détails de la décoration s'inspirent de modèles florentins : frise de chérubins, tondi des panaches de la coupole, d'autres par contre sont typiquement lombards : tour-lanterne, décoration en brique, présence de fenêtres géminées à arcs pointus, exubérance décorative en général.
En particulier, l'intérieur s'éloigne du modèle florentin à cause de la richesse des décorations : teintes en dégradé, frise avec anges sur le tambour de la coupole et nombreuses fresques de Vincenzo Foppa sur les parties hautes des parois.

## Décoration picturale
Vincenzo Foppa est le concepteur du projet et de la planification de la décoration picturale (1464-1468). Il s'agit de la première commande importante confiée au peintre de Brescia, considéré en peinture, comme le père de la Renaissance lombarde.
L'intérieur de la coupole est entièrement décoré à fresque par des bandes polychromes à teintes se dégradant de la base vers le sommet, tandis que les branches d'ogive sont mises en évidence par des teintes plus sombres.
L'importance et la rigueur des architectures peintes marquent l'impact des préoccupations « mathématiques » contemporaines.
Sur les seize oculus de la base, huit sont ouverts alternant avec huit autres contenant des bustes de saints. Au-dessous, le tambour comporte des anges polychromes en bas-relief insérés dans des fausses colonnes à archets.
Dans les panaches   à la base, quatre  tondi abritent les  Docteurs de l'Église, peints en perspective.
L'ensemble a été interprété comme une représentation allégorique du Paradis.
La décoration à fresque en dessous comprend :
- Quatre épisodes de la vie de saint Pierre martyr, sur les parois latérales :
  - Miracolo della nuvola,
  - Miracolo della falsa Madonna,
  - Miracolo di Narni o del piede risanato,
  - Martirio di san Pietro da Verona,
- Annunciazione,
- Assunzione della Vergine.

### Style des fresques
Le peintre a particulièrement soigné l'illusionnisme architectural. Le quatre scènes des histoires du saint sont harmonisées par un point de fuite commun situé à l'extérieur des scènes au centre de la paroi sur la petite colonne de la fenêtre géminée centrale sur un horizon situé à la hauteur des yeux des personnages  (selon les indications de Leon Battista Alberti). Le nombre et la variété des espaces peints est important : histoires sur les parois, dans les tondi, fausses niches dans le tambour.
Foppa se détache de la perspective classique géométrique « à la toscane » en s'affranchissant de la rigidité géométrique en adoucissant les contours : la lumière rend la scène réelle et cette particularité est appelée « perspective lombarde » (prospettiva lombarda).
De manière générale, les histoires sont exprimées d'une manière simple, efficace, facilement compréhensible, implantées dans des lieux réalistes avec des personnages rappelant des personnages courants.
Les tons calmes de la description, les teintes claires et lumineuses ont été rapprochées par la critique, des œuvres florentines de Beato Angelico et Masolino da Panicale. La perspective rappelle le style de Mantegna.
L'Annonciation développe un schéma giottesque avec une ampleur et un souci de culture remarquables. La subtilité des nuances colorées (robe de Gabriel, corniches des architectures, robes des anges) se lie à une recherche de modelé et de clair-obscur qui anime la gravité austère de la disposition d'ensemble.

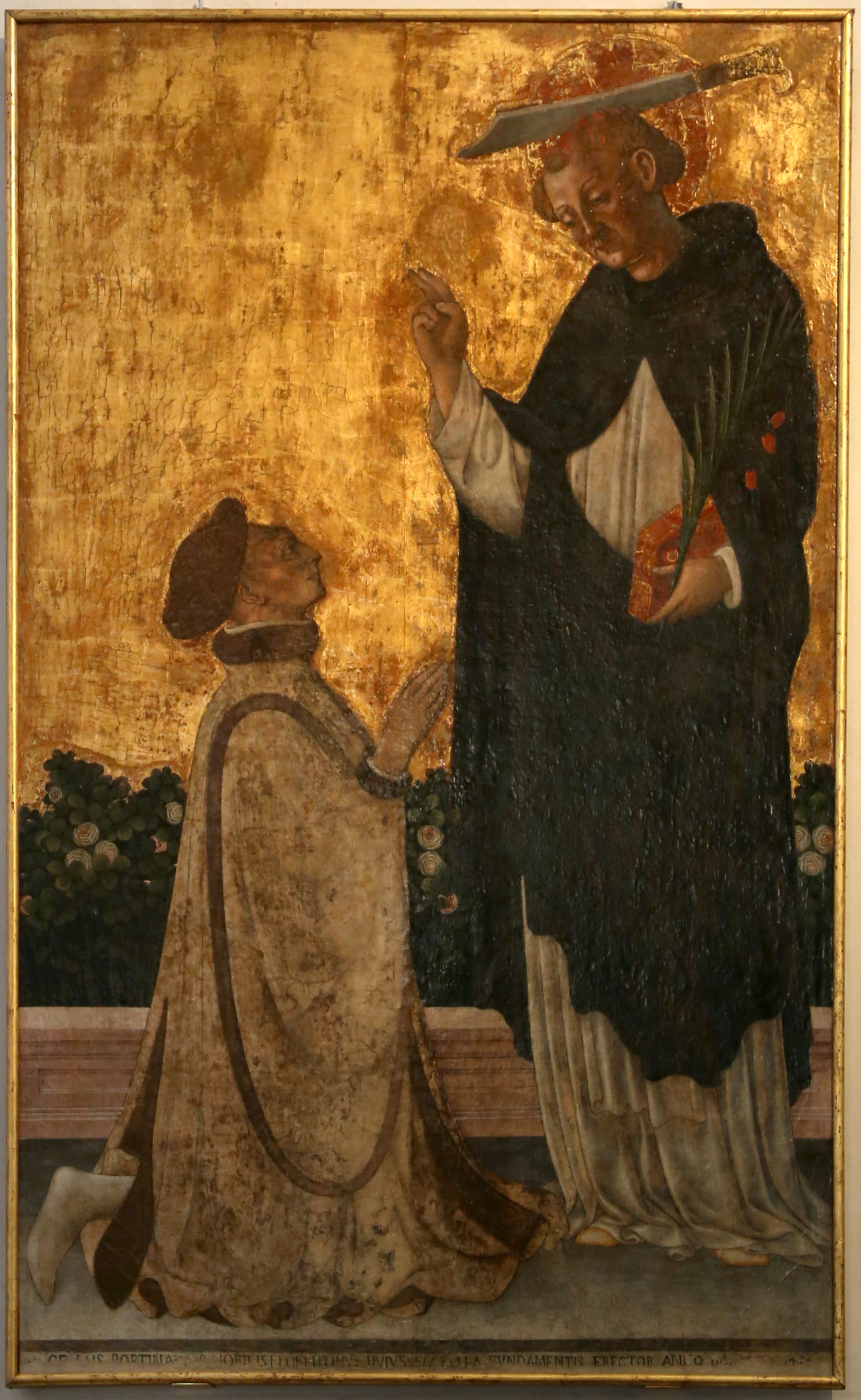
Bonifacio Bembo (attr.): Pigello Portinari e San Pietro Martire (1460).
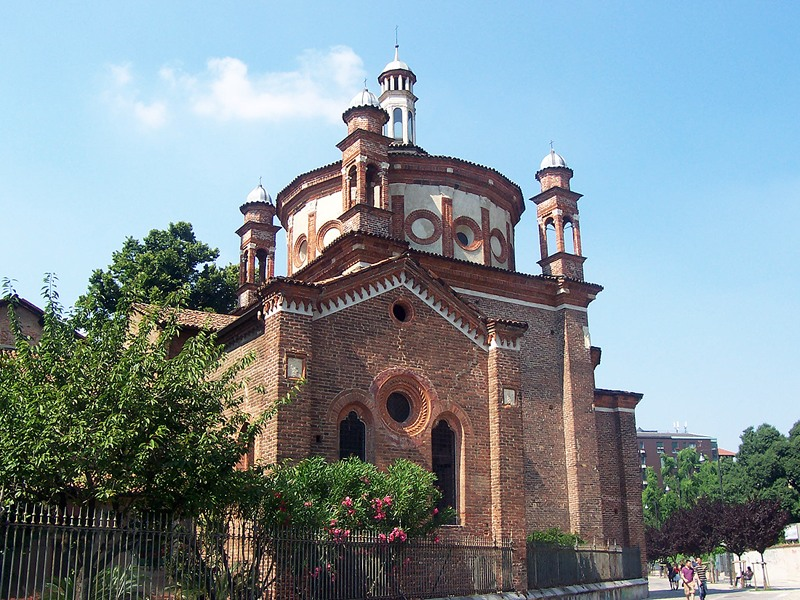
Extérieur de la chapelle Portinari.
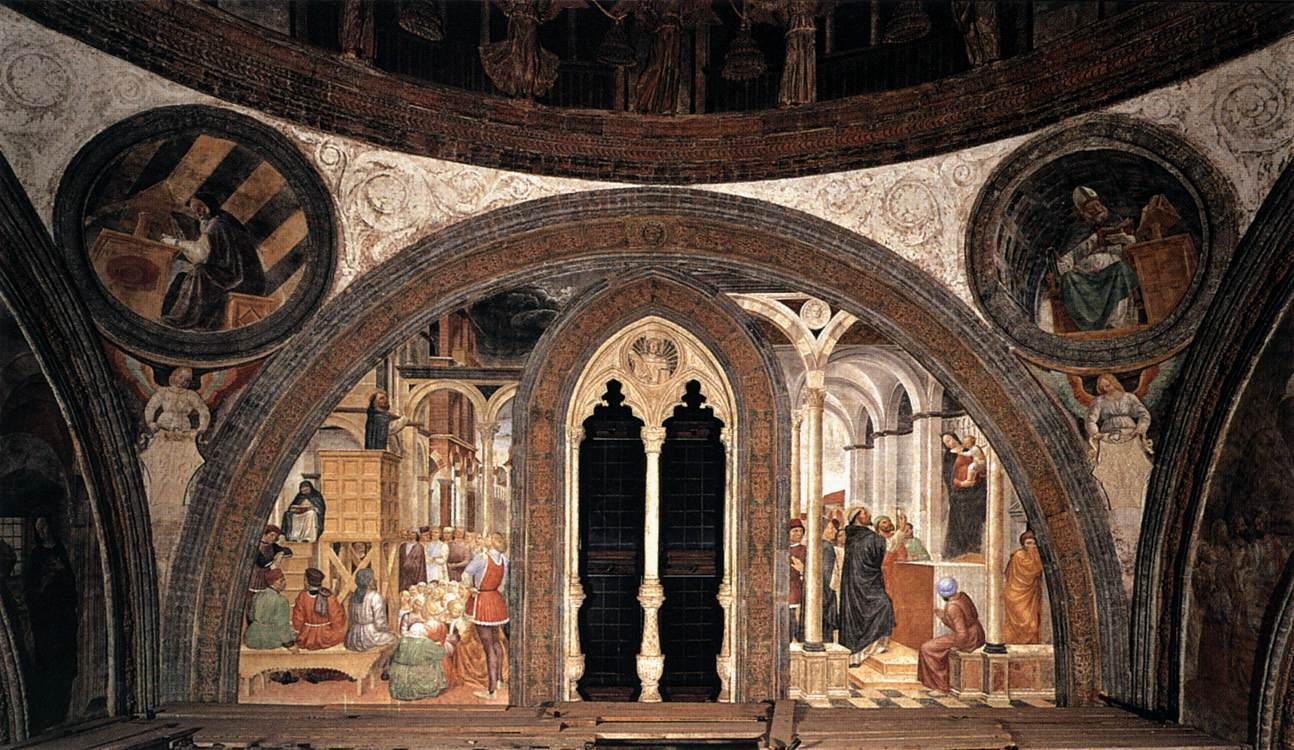
Miracolo della nuvola et Miracolo della falsa Madonna.
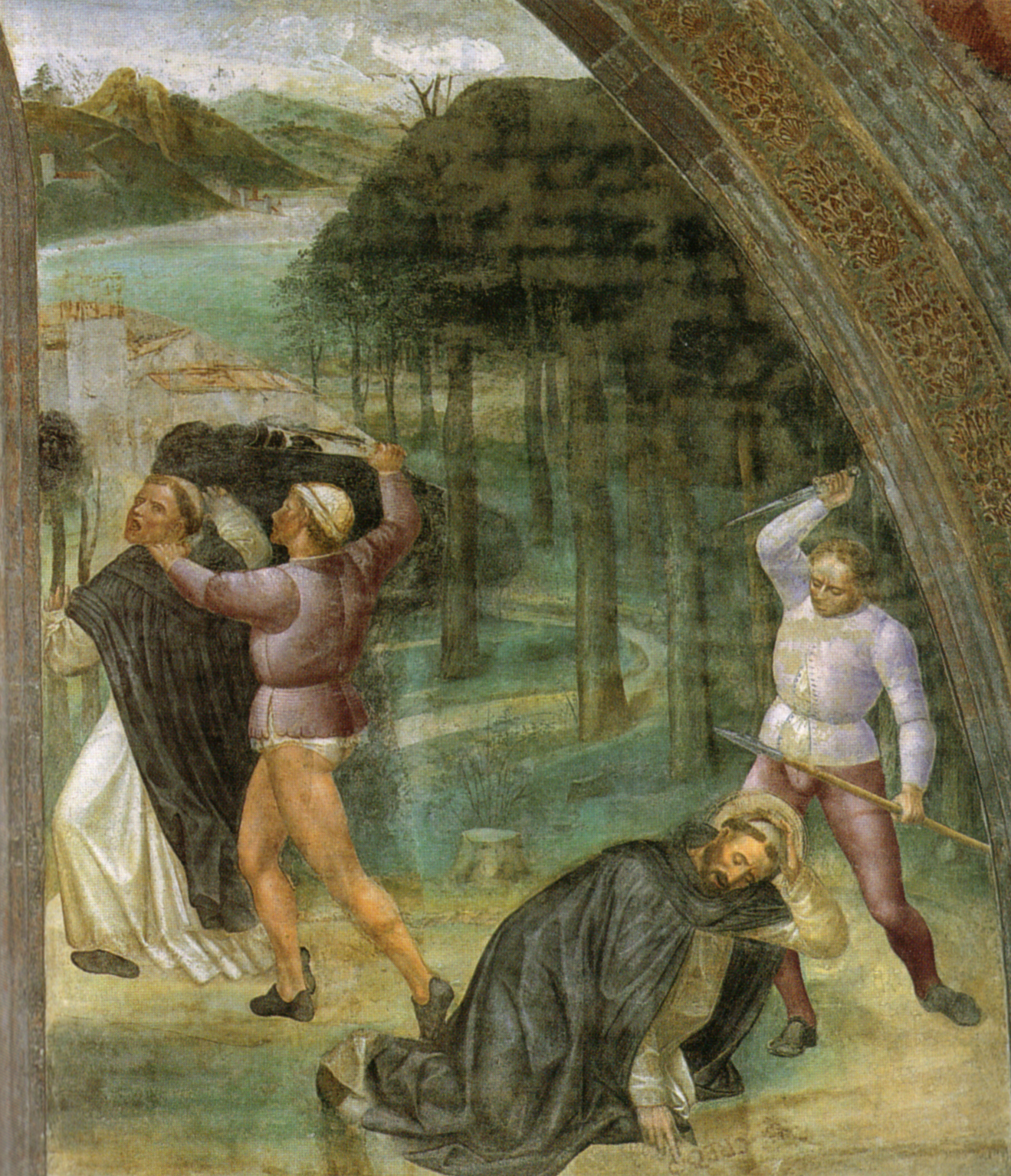
Martirio di san Pietro da Verona.
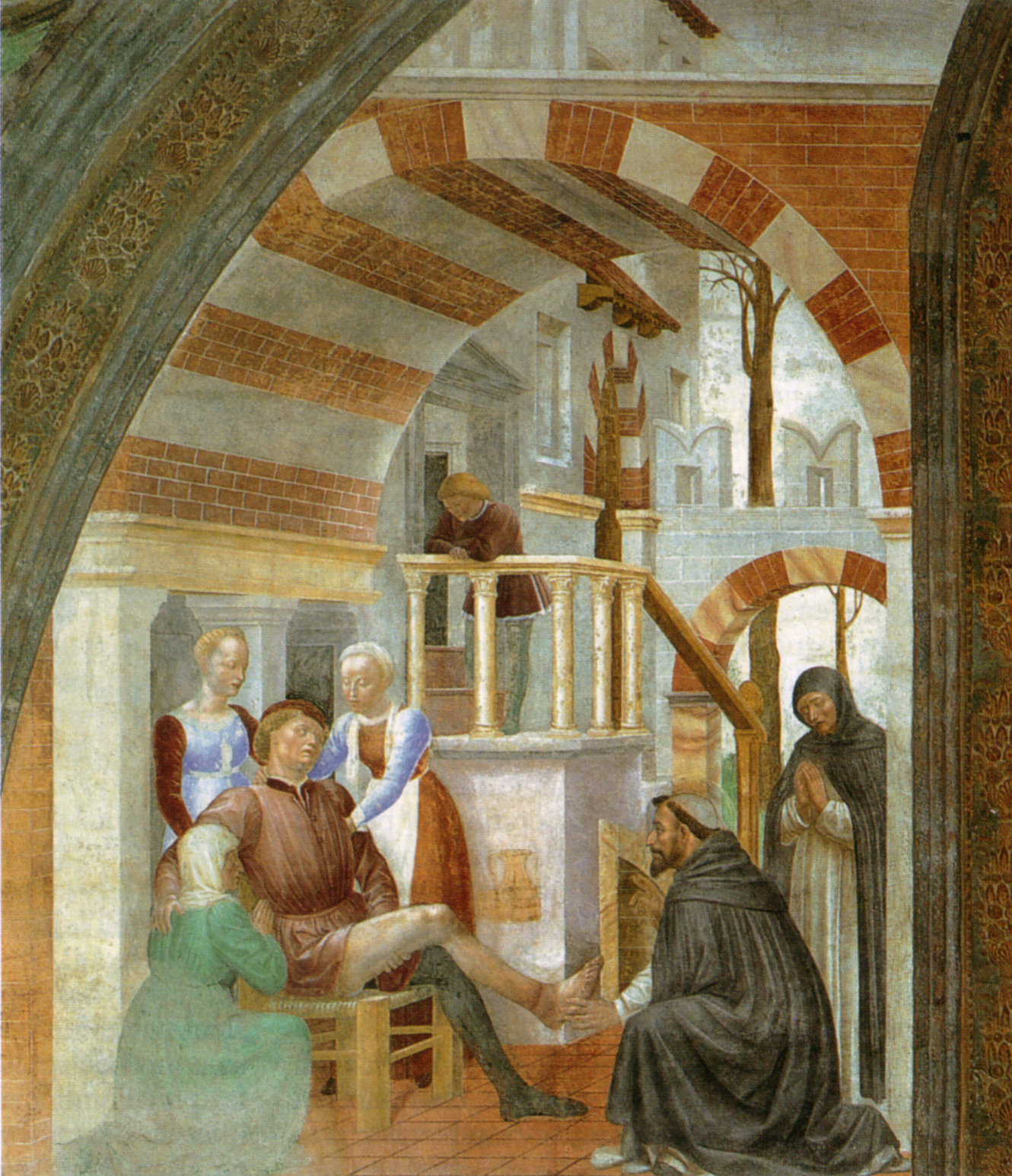
Miracolo di Narni.
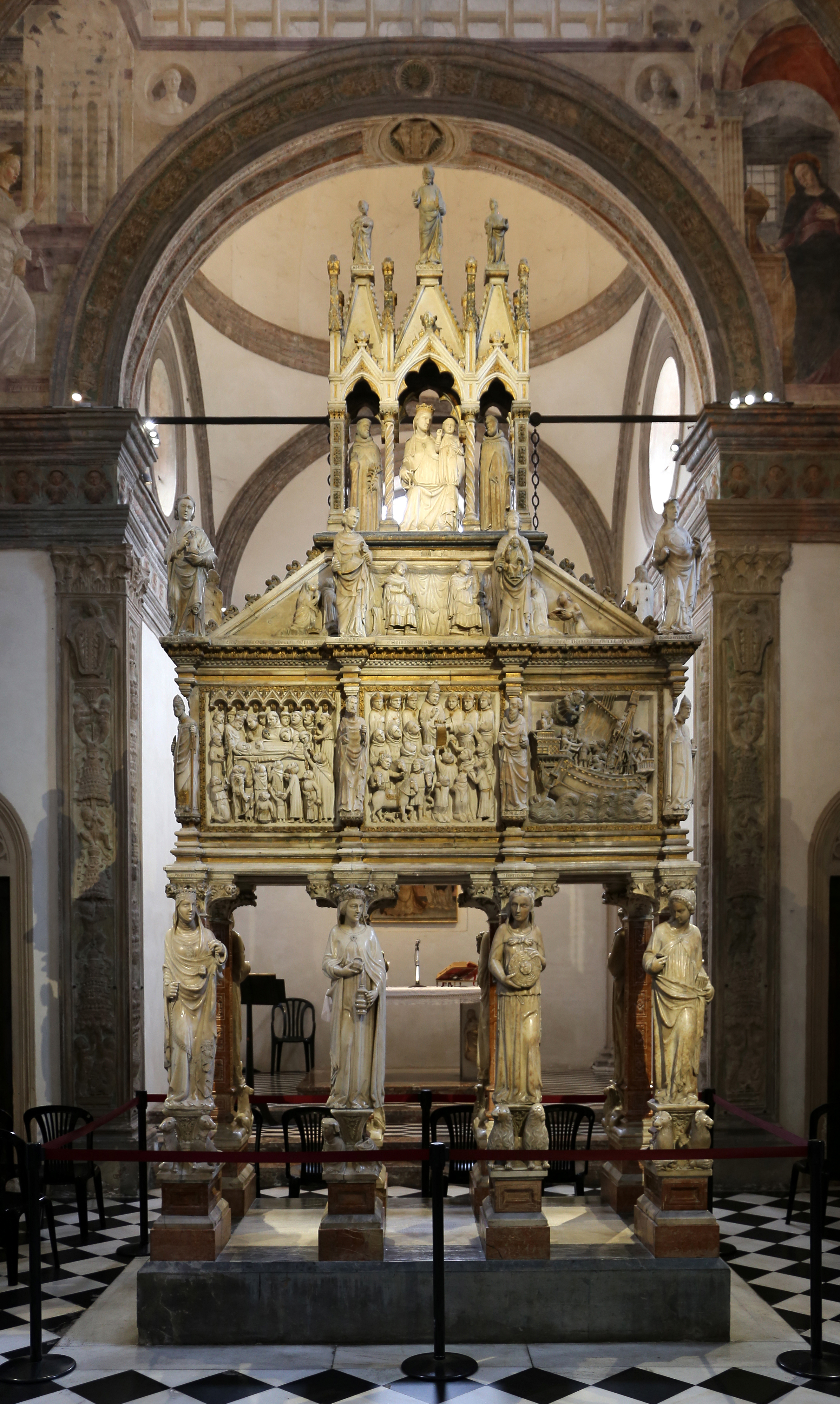
Arca di san Pietro martire.
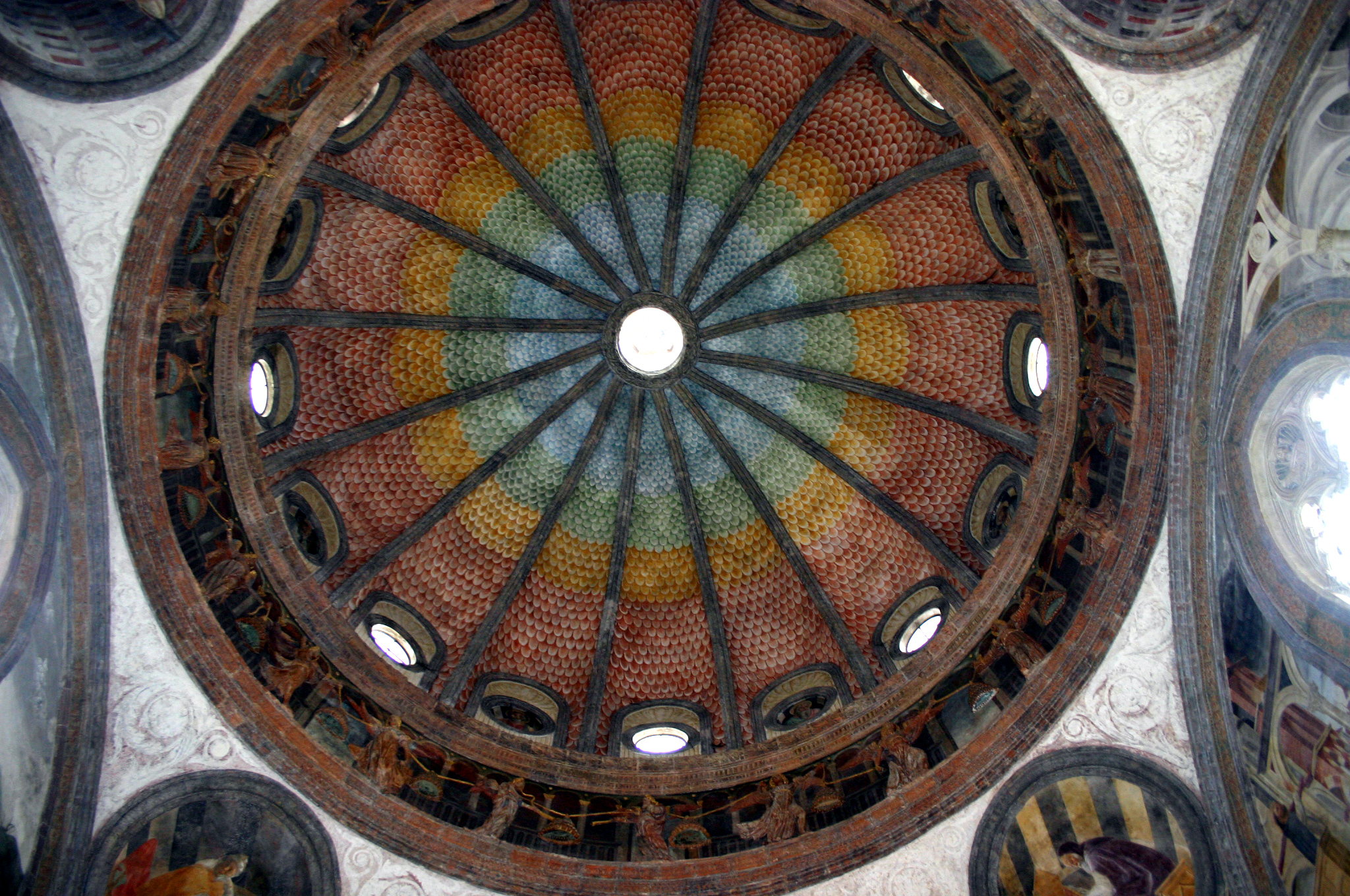
La coupole

## Sources
- (it) Cet article est partiellement ou en totalité issu de l’article de Wikipédia en italien intitulé « Cappella Portinari » (voir la liste des auteurs).